# ألان ريتش (صحفي)
ألان ريتش (بالإنجليزية: Alan Rich)‏ هو صحفي أمريكي، ولد في 17 يونيو 1924، وتوفي في 23 أبريل 2010.